# Bagatelles (Jawlensky)
Bagatelles ist der Titel eines Stilllebens des russischen Malers Alexej Jawlensky. 1986 wurde es von dem damaligen Museumsdirektor Arnulf Herbst für das Museum Wiesbaden erworben. Es trägt die Inventar-Nummer M 1029.

## Technik und Bildträger
Bei dem Stillleben Bagatelles handelt es sich um ein Ölgemälde auf Leinwand bzw. „Repinleinwand“ im Hochformat, 40,4 × 28,7 cm. Es ist im Bild oben links signiert „A. Jawlensky“ und nicht datiert. Zu dem Bild existiert eine Expertise von 1973 des ehemaligen Museumsdirektors Clemens Weiler. Das Bild ist verzeichnet im „Catalogue Raisonné“ von 1991 des Jawlensky-Archivs, im Jawlensky-Bestandkatalog von 1997 und 2014 im Jawlensky-Katalog.

## Zustand des Gemäldes
„Die originale Rückseite ist nicht sichtbar. […] Das Gemälde ist auf allen Seiten beschnitten und daher möglicherweise nur ein Teil einer ehemals größeren Arbeit.“

## Bildbeschreibung und Expertise
„Es handelt sich um ein Stillleben, das vor blauem Hintergrund links die Porzellanfigur einer Japanerin zeigt und rechts eine aufrechtstehende Ananas. Dazwischen liegen in der Mitte ein roter Apfel oder eine Orange und ein grüner Apfel. Unten geht ein nach rechts sich verbreiternder Querstreifen in roter Farbe über die ganze Bildbreite. Auf einem alten Zettel auf der Rückseite ist handschriftlich die Adresse Jawlenskys in München, Giselastr. 23III angegeben und der Originaltitel ‚Bagatelles‘. Das Bild dürfte zwischen 1904 und 1906 entstanden sein und ist kunstgeschichtlich besonders dadurch bemerkenswert, da es bereits die Formen der zwischen 1914 und 1917 in St.Prex entstandenen Variationen vorwegnimmt. Die pointillistische außerordentlich differenzierte Farbgebung verleiht dem Bild seinen besonderen Reiz. Das Bild wurde 1911 von Otto Fischer, dem Verfasser des Buches DAS NEUE BILD, der Veröffentlichung der Neuen Künstlervereinigung München, aus dem Atelier des Malers in München erworben. Das Bild dürfte einen augenblicklichen Wert von mindestens 50 000.- bis 60 000.- Schweizer Franken haben.“

## Motivische Japonismen
„Unter dem stilistischen Einfluss von van Gogh entstanden um 1904 zwei Stillleben mit einem Japanpüppchen als ‚motivische Japonismen‘“.
Bezüglich des Titels verweist Clemens Weiler in seinem Gutachten vom 5. April 1973 zu dem Bild auf einen handschriftlichen Zettel mit der Angabe der Münchener Adresse Jawlenskys und dem Titel Bagatelles. Jedoch kannte Hilde Flory-Fischer, die das Bild von ihrem Vater Otto Fischer geerbt hatte, in ihrem Brief vom 17. Juli 1977 an Andreas Jawlensky diesen Titel nicht, sondern beschrieb es als „Stillleben Ananas, 2 Äpfel u. mit japanischem Figürchen“. Auch wusste Andreas Jawlensky in seinen Gutachten vom 11. Oktober 1977 nichts von einem Titel Bagatelles zu berichten. Auf einer Empfangsbestätigung der Genfer „Galerie de la Corraterie“ wurde das Bild am 4. Februar 1984 schlicht „Nature Morte“ benannt. Das andere, lediglich als „Stillleben“ genannte Gemälde, zeigt das gleiche Japanpüppchen. „Noch ist es nur das Motiv, das japanischen Einfluss verrät und keine stilistische Anverwandlung. Da Jawlensky stilistisch daran gelegen war, van Gogh und den Pointillisten zu folgen, überzog er die beiden Bildchen mit neben- und übereinandergesetzten kleinen Farbflecken, wie mit einem Konfettiregen.“